# Mörigen
Mörigen (gsw. Mörge, fr. Morenges) – gmina (niem. Einwohnergemeinde) w Szwajcarii, w kantonie Berno, w regionie administracyjnym Seeland, w okręgu Biel/Bienne. Leży na południowym brzegu jeziora Bielersee.  

## Demografia
W Mörigen mieszka 875 osób. W 2020 roku 6,5% populacji gminy stanowiły osoby urodzone poza Szwajcarią.